# 奇巧計程車RoOT
《奇巧計程車RoOT》是日本原創跨媒體作品，這是2021年4月至6月在東京電視台等頻道播出的電視動畫《奇巧計程車》的新企劃。該企劃包括由肋家竹一作畫的的漫畫版，於2023年2月至2025年4月每兩週在Big Comic Superior的電子廠牌「Superior Darpana」（小學館）上連載。
自2024年4月至6月，真人電視劇《RoOT》於東京電視台播出。

## 劇情大綱
偵探玲奈和新手佐藤在調查一宗案件時，意外遭遇了一輛可疑的計程車。佐藤成功地拍攝了案發現場的影片，但影片卻被不明身份的黑幫搶走了。
酒吧老闆娘妙子委託偵探社進行背景調查，目標是計程車司機小戶川宏。玲奈和佐藤在赤道的幫助下，在小戶川的計程車上安裝了遙控行車記錄器，並開始監控他的行車活動。

## 登場角色
玲奈
新宿偵探事務所的調查員。她是一個敏銳的觀察者，擅長解決各種案件。接受妙子的委託進行小戶川的背景調查。為三矢雪的高中前輩。
佐藤
新宿偵探事務所的調查員，是玲奈的部下。他身上有著一種特殊的吸引力，總是能吸引到奇特的事物。
指宿
新宿偵探事務所的所長，也是玲奈和佐藤的上司。他是一位經驗豐富的探長，指導著他們處理各種案件。
赤道
一位能夠修理和製作各種物品的百事通，經常受人委託進行各種工作。
花音
為玲奈與三矢雪的高中同學與前輩。

## 漫畫
肋家竹一的漫畫已經作為電子書在Big Comic Superior的電子標籤「Superior Darpana」（小學館）上發行，從2023年2月24日至2025年4月25日每隔週五更新一次。
此元和津也/PICS（原作）和肋家竹一（插圖）合作的《奇巧計程車RoOT》在小學館（Big Comics）全6卷
東立譯名為《RoOT/通往奇巧計程車之路》
| 卷數 | 小學館         | 小學館                 | 東立出版社    | 東立出版社             |
| 卷數 | 發售日期       | ISBN                   | 發售日期      | ISBN                   |
| ---- | -------------- | ---------------------- | ------------- | ---------------------- |
| 1    | 2023年5月30日  | ISBN 978-4-09-861807-1 | 2024年11月4日 | ISBN 978-626-02-2902-3 |
| 2    | 2023年9月28日  | ISBN 978-4-09-862523-9 |               |                        |
| 3    | 2023年12月27日 | ISBN 978-4-09-862622-9 |               |                        |
| 4    | 2024年5月30日  | ISBN 978-4-09-862802-5 |               |                        |
| 5    | 2024年11月28日 | ISBN 978-4-09-863071-4 |               |                        |
| 6    | 2025年5月30日  | ISBN 978-4-09-863429-3 |               |                        |

## 電視劇
真人改編電視劇《RoOT》於2024年4月3日（2日午夜）至6月5日（4日午夜）在東京電視台的戲劇選擇時段播出。這部劇由河合優實和坂東龍汰主演。

### 演員
- 玲奈 - 河合優實[3]
- 佐藤 - 坂東龍汰[3]
- 指宿 - 黑田大輔（日语：黒田大輔 (俳優)）[3]
- 花音 - 寺本莉緒[3]
- 大谷 - 福田溫子（日语：福田温子）[3]
- 赤道 - 紗羅瑪麗（日语：紗羅マリー）[3]
- 二階堂瑠衣 - 中村麗乃（乃木坂46）[3]
- 和田垣櫻 - 小林桃子[3]
- 三矢雪 - 菊池日菜子（日语：菊池日菜子）[3]
- 市村志帆 - 伊藤友希[3]
- 山本 - 鳥谷宏之（日语：鳥谷宏之）[3]
- 久美子 - 中込佐知子（日语：中込佐知子）[3]
- 妙子 - 吉本菜穂子（日语：吉本菜穂子）[3]
- 大門兄 - 富川一人（日语：富川一人）[3]
- 樺澤 - 遠藤雄斗[3]
- 智人拍檔 - 黛安二人組（日语：ダイアン）[3]
- 小戶川宏 - 篠原篤（日语：篠原篤）[3]
- 柿花 - 政修二郎[3]
- 今井 - 稲葉友[3]
- 矢野 - 奥野瑛太（日语：奥野瑛太）[3]
- 関口 - 山口航太[3]
- 陰溝 - 三浦誠己（日语：三浦誠己）[3]
- 黑田 - 渡边一慶[3]
- 笑風亭呑樂 - 松尾貴史（日语：松尾貴史）[3]

### 製作人員
- 原作 - P.I.C.S.、此元和津也
- 監督・脚本 - 土屋貴史
- 執行製作人 - 伊藤裕史（HI Production）、平賀大介（P.I.C.S.）
- 製作人 - 松竹奈央（P.I.C.S.）
- 音樂製作 - 波麗佳音
- 主題曲 - Bialystocks（日语：Bialystocks）「近頃」（IRORI Records / PONY CANYON）
- 主題歌 - SIRUP（日语：SIRUP）, SUMIN「Roller Coaster」（Suppage Records）
- 製片公司 - P.I.C.S.
- 製作著作 - RoOT製作委員會

### 放送局
| 放送期間              | 放送時間                    | 放送局       | 対象地域       | 備考   |
| --------------------- | --------------------------- | ------------ | -------------- | ------ |
| 2024年4月3日 - 6月5日 | 週三0:30 - 1:00（週二深夜） | 東京電視台   | 關東廣域圈     | 製作局 |
|                       |                             | 北海道電視台 | 北海道         |        |
|                       |                             | 愛知電視台   | 愛知縣         |        |
|                       |                             | 瀨戶內電視台 | 岡山縣・香川縣 |        |
|                       |                             | TVQ九州放送  | 福岡縣         |        |
| 2024年4月6日 - 6月8日 | 週六2:10 - 2:40（週五深夜） | 大阪電視台   | 大阪府         |        |

### 網路
| 播映開始  | 播映網站 | 播映金額 | 備註     |
| --------- | -------- | -------- | -------- |
| 2023年4月 | Netflix  | 訂閱     | 原創影集 |

## 外部連結
- 『奇巧計程車RoOT』 | ビッグコミックBROS.NET （页面存档备份，存于） - 小学館
- 電視劇「奇巧計程車RoOT」 （页面存档备份，存于） - 東京電視台
  - 電視劇「奇巧計程車RoOT」【東京電視台官方】的X（前Twitter）
  - 電視劇「奇巧計程車RoOT」【東京電視台官方】的Instagram帳戶
  - 奇巧計程車RoOT【東京電視台官方】的TikTok
- 在Netflix上觀看《奇巧計程車RoOT》